# 鴻興印刷集團

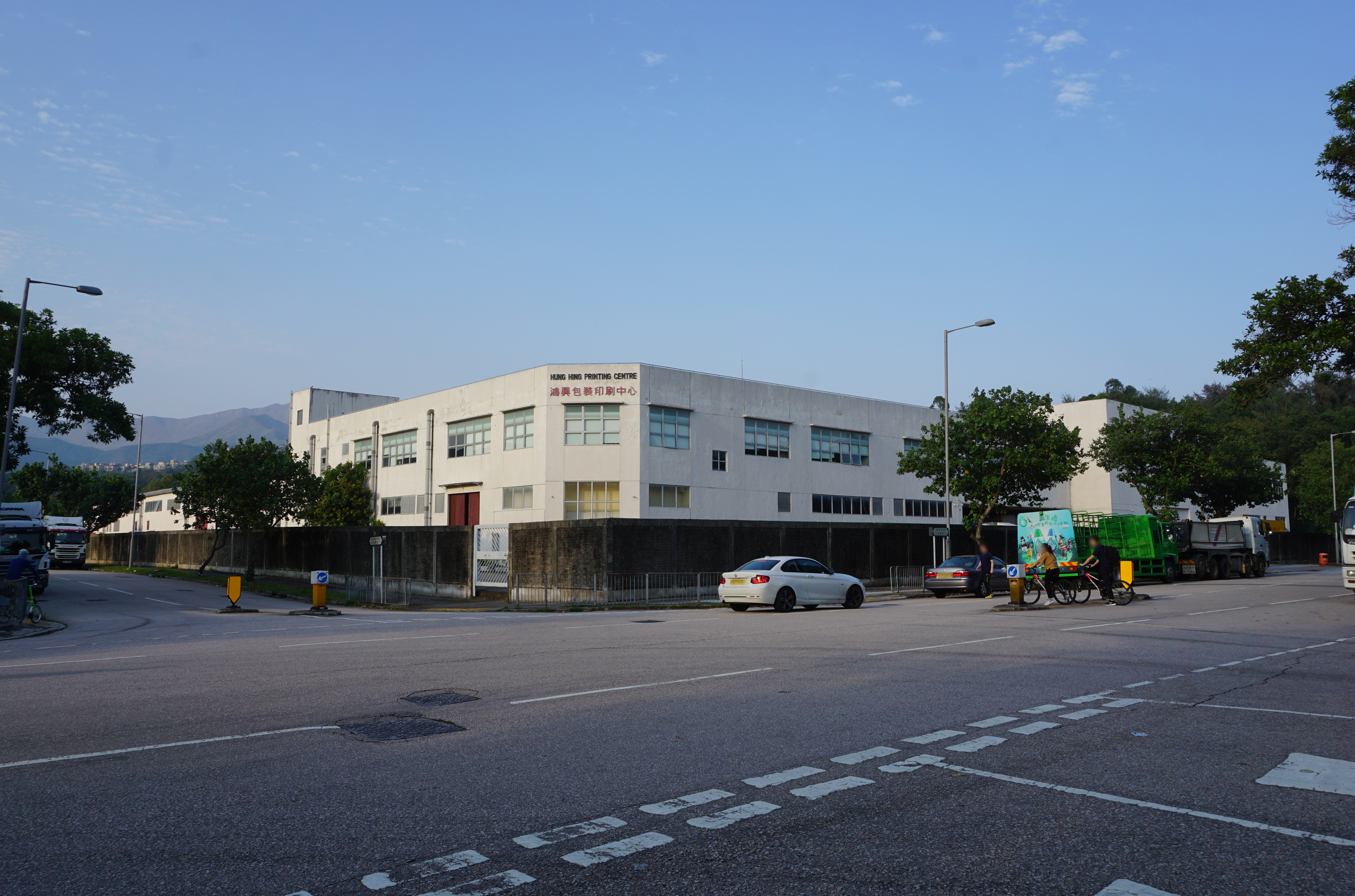
鴻興包裝印刷中心

鴻興印刷集團有限公司，簡稱鴻興印刷集團，以及鴻興柯式印務（英語：Hung Hing Printing Group Limited，港交所：0450），是在1950年，由榮譽主席及已故任昌洪創立，現時由其大兒子任澤明為董事會主席，於1992年3月在香港交易所上市。鴻興最初只是位於中環的一家小型印刷公司，現已經擴展成為一家專業的書籍及彩盒包裝印刷商,是全球領先的專業兒童立體書籍印刷商，於2011年開始亦有投資互動式兒童電子書籍。
主要生產及銷售印刷、瓦通紙等產品，工廠廠房在香港和中國6家，包括無錫、深圳、鶴山、深圳，以及中山地區。
值得一提，第二大股東聯合製紙股份有限公司已收購29.91%股權。而在董事會內則有小澤善孝、木村博行，以及田中克昭為非執行董事。
2018年8月28日鴻興印刷集團購入瑞典高級設計品牌KIKKI.K10%股權。

## 連結
- hunghingprinting.com （页面存档备份，存于）